# Crandola Valsassina
Crandola Valsassina är en ort och kommun i provinsen Lecco i regionen Lombardiet i Italien. Kommunen hade 257 invånare (2018).